# Trumpin' Trouble
Pour plus de détails, voir Fiche technique et Distribution.
Trumpin' Trouble est un film américain réalisé par Richard Thorpe, sorti en 1926.

## Synopsis
Bill, accusé d'avoir tué son propre père après la découverte d'une mine d'or, est sauvé du lynchage par une danseuse. Il réussira à s'innocenter et épousera la jeune femme.

## Fiche technique
- Titre original : Trumpin' Trouble
- Réalisation : Richard Thorpe
- Scénario : Betty Burbridge
- Production : Lester F. Scott Jr.
- Société de production : Action Pictures
- Société de distribution : Weiss Brothers Artclass Pictures
- Pays de production :  États-Unis
- Langue originale : anglais
- Format : noir et blanc — 35 mm — 1,37:1 — Film muet
- Genre : Western
- Durée : 5 bobines - 1 355 m
- Date de sortie :
  - États-Unis :1er février 1926

## Distribution
- Jay Wilsey : Bill Lawson
- Bob Fleming : John Lawson
- Alma Rayford : Molly Rankin
- Slim Whitaker : "Red Star" Dorgan
- Mark Hamilton : Cal Libby
- Dick Winslow : Jimmie Dyson
- Cora Shannon : Mme Perkins